# Sri-Krishna Prasada
Sri-Krishna Prasada est un joueur indien de tennis, né le 4 août 1894 à Bareli et mort le 13 mars 1982.

## Carrière
De 1924 à 1926, il parcourt les tournois de tennis indiens à Calcutta et Allahabad puis en 1927, il part en tournée européenne où il joue à Roland Garros, Wimbledon et Monte Carlo, puis en Espagne, Yougoslavie et Danemark pour des rencontres de Coupe Davis. On trouve encore sa trace dans un tournoi à Calcutta en 1931 puis de nouveau en Europe pour la Coupe Davis cette fois contre l'Allemagne en 1932.
En Coupe Davis, il joue 4 rencontres : 4 en 1927 et 1 en 1932. Victoire/défaite simple puis double : 3/2 et 2/2.